# Olympische Winterspiele 1998/Teilnehmer (Venezuela)
| Gelbes Symbol für Goldmedaillen mit stilisierten Olympischen Ringen | Graues Symbol für Silbermedaillen mit stilisierten Olympischen Ringen | Braundes Symbol für Bronzemedaillen mit stilisierten Olympischen Ringen |
| ------------------------------------------------------------------- | --------------------------------------------------------------------- | ----------------------------------------------------------------------- |
| —                                                                   | —                                                                     | —                                                                       |

Venezuela nahm an den Olympischen Winterspielen 1998 im japanischen Nagano mit einem Athleten teil.

## Teilnehmer

### Rennrodeln
| Athlet             | Wettbewerb | Lauf 1   | Lauf 1 | Lauf 2   | Lauf 2 | Lauf 3   | Lauf 3 | Lauf 4   | Lauf 4 | Gesamt       | Gesamt |
| Athlet             | Wettbewerb | Zeit     | Rang   | Zeit     | Rang   | Zeit     | Rang   | Zeit     | Rang   | Zeit         | Rang   |
| ------------------ | ---------- | -------- | ------ | -------- | ------ | -------- | ------ | -------- | ------ | ------------ | ------ |
| Frauen             |            |          |        |          |        |          |        |          |        |              |        |
| Iginia Boccalandro | Einsitzer  | 54,232 s | 28     | 53,962 s | 28     | 54,133 s | 28     | 56,990 s | 29     | 3:39,317 min | 28     |